# Elmar Grin
Elmar Grin, pseudonimo di Aleksandr Vasil’evič Jakimov (Kivennapa, 2 giugno 1909 – San Pietroburgo, 10 luglio 1999), è stato uno scrittore e poeta russo.

## Biografia
Nasce da una famiglia contadina in un piccolo villaggio vicino al confine finlandese ma rimane presto orfano e viene quindi accolto nel monastero di Lintula. Si dedica a diversi lavori, prima nella marina russa, poi operatore radio a Leningrado infine corrispondente di guerra. 
Inizia a scrivere già negli anni '30 e le sue opere hanno come tema l'amicizia dei popoli secondo l'ideologia sovietica descrivendo in particolare il mondo contadino. 
La sua opera di maggior successo, con cui ottiene il premio Stalin e conosce la notorietà internazionale, è Vento del sud romanzo pubblicato nel 1946 e tradotto in molte lingue; in traduzione italiana è stato pubblicato solo nel 2016 da Marcos y Marcos.